# Tala wa Barfak (distrikt)
Tala wa Barfak är ett distrikt i Afghanistan. Det ligger i provinsen Baghlan, i den nordöstra delen av landet, 110 kilometer nordväst om huvudstaden Kabul.
Distriktet beräknades år 2022 ha cirka 35 000 invånare.